# Englische Cricket-Nationalmannschaft in den West Indies in der Saison 2016/17
Die Tour der englischen Cricket-Nationalmannschaft in die West Indies in der Saison 2016/17 fand vom 3. bis zum 9. März 2017 statt. Die internationale Cricket-Tour war Bestandteil der Internationalen Cricket-Saison 2016/17 und umfasste drei ODIs. England gewann die Serie 3–0.

## Vorgeschichte
Die West Indies bestritten zuvor eine Tour in den Vereinigten Arabischen Emiraten gegen Pakistan, England eine Tour in Indien. Das letzte Aufeinandertreffen der beiden Mannschaften bei einer Tour fand in der Saison 2014/15 in den West Indies, statt.

## Stadien
Die folgenden Stadien wurden für die Tour als Austragungsort vorgesehen und am 27. Mai 2016 bekanntgegeben.
| Stadt       | Land                | Stadion                     | Kapazität | Spiele      |
| ----------- | ------------------- | --------------------------- | --------- | ----------- |
| Bridgetown  | Barbados            | Kensington Oval             | 11.000    | 3. ODI      |
| North Sound | Antigua und Barbuda | Sir Vivian Richards Stadium | 10.000    | 1. & 2. ODI |

## Kaderlisten
England benannte seinen Kader am 27. Januar 2017.
Die West Indies benannten ihren Kader am 21. Februar 2017.
| ODI | ODI |
| West Indies | England |
| --- | --- |
| - Jason Holder (K) - Devendra Bishoo - Carlos Brathwaite - Kraigg Brathwaite - Jonathan Carter - Miguel Cummins - Shane Dowrich - Shannon Gabriel - Shai Hope (wk) - Alzarri Joseph - Evin Lewis - Jason Mohammed - Ashley Nurse - Kieran Powell - Rovman Powell | - Eoin Morgan (K) - Moeen Ali - Jonny Bairstow - Jake Ball - Sam Billings - Jos Buttler (wk) - Tom Curran - Liam Dawson - Steven Finn - Alex Hales - Liam Plunkett - Adil Rashid - Joe Root - Jason Roy - Ben Stokes - David Willey - Chris Woakes |

## Tour Matches
| 25. Februar Scorecard | Basseterre | England XI 379-8 (50)           | – | UWI Vice Chancellor’s XI 262 (39.5) |
|                       |            | England XI gewinnt mit 117 Runs |   |                                     |

| 5. März Scorecard | Basseterre | WICB President’s XI 233-4 (48)   | – | England XI 234-8 (48.5) |
|                   |            | England XI gewinnt mit 2 Wickets |   |                         |

## One-Day Internationals

### Erstes ODI in North Sound
| 3. März Scorecard | North Sound | England 296-6 (50)          | – | West Indies 251 (47.2) |
|                   |             | England gewinnt mit 45 Runs |   |                        |

### Zweites ODI in North Sound
| 5. März Scorecard | North Sound | West Indies 225 (47.5)        | – | England 226-6 (48.2) |
|                   |             | England gewinnt mit 4 Wickets |   |                      |

### Drittes ODI in Bridgetown
| 9. März Scorecard | Bridgetown | England 328 (50)             | – | West Indies 142 (39.1) |
|                   |            | England gewinnt mit 186 Runs |   |                        |